# Kapacytancja
Kapacytancja – reaktancja pojemnościowa, inaczej opór bierny pojemnościowy.
Kondensator o pojemności równej {\displaystyle C,} dla prądu elektrycznego o przebiegu sinusoidalnym i częstotliwości równej {\displaystyle f,} ma kapacytancję (oznaczaną najczęściej symbolem {\displaystyle X_{C}}) wyrażającą się wzorem:
{\displaystyle X_{C}={\frac {-1}{2\pi fC}}={\frac {-1}{\omega C}},}
gdzie {\displaystyle \omega } – to pulsacja prądu elektrycznego.
Ujemny znak kapacytancji sprawia, że reaktancja połączenia szeregowego elementów pojemnościowych i indukcyjnych jest sumą reaktancji połączonych elementów. W przypadku szeregowego połączenia jednej cewki z jednym kondensatorem otrzymuje się:
{\displaystyle X=X_{L}+X_{C},}
gdzie {\displaystyle X_{L}} oznacza induktancję cewki, czyli jej opór bierny indukcyjny.